# Bailadores
Bailadores è una città del Venezuela nello Stato di Mérida.
Posizionata geograficamente nella parte sud-occidentale dello Stato di Mérida, è il capoluogo del comune di Rívas Dávila. Ha un carattere agricolo e turistico e si trova in una valle nella Cordigliera di Mérida, nell'area dell'alto bacino del fiume Mocotíes.

## Storia
Fu fondata dal capitano Luis Martín Martín, il 14 settembre 1601, su nomina del giudice fondatore Pedro de Sandes, della regia corte di Santa Fé de Bogotá.
Bailadores è stata centro di importanti e numerosi eventi durante il periodo dell'Indipendenza e posteriormente a questa, dovuto alla sua ubicazione e all'importanza che la rotta della cordigliera, collegamento tra il centro e l'occidente del Venezuela, ebbe nei secoli XVIII, XIX e XX. La strada trasandina collegò questa zona al centro del paese a partire dal 1925.

## Monumenti e luoghi d'interesse

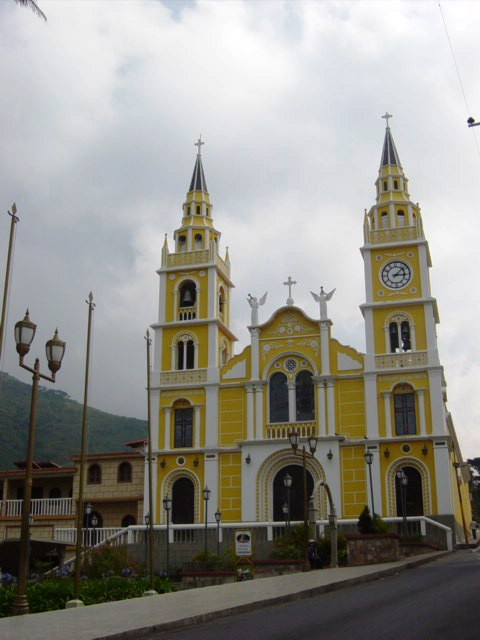
Il santuario diocesano di Nostra Signora della Candelaria a Bailadores, Venezuela.

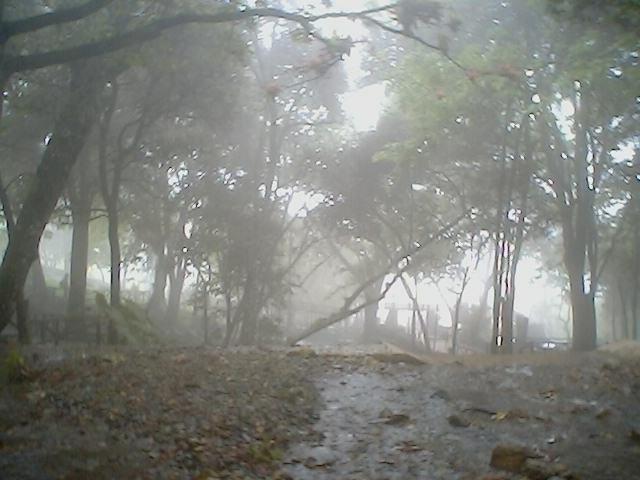
Parco India Carú di Bailadores.

- Il santuario diocesano di Nostra Signora della Candelaria, di stile gotico-romanico
- Piazza Bolivar e i suoi dintorni.
- La storica casa dei Belandrias (casa Bolivariana) dove pernottò il Libertador Simón Bolívar in tre occasioni.
- La casa municipale, restaurata per la celebrazione quatricentenaria (14 settembre 2001).

Altri siti turistici:
- Il mulino de las Tapias
- La Piedra del Salado
- La cascada el Buque
- La "Emme" o "M" nel villaggio las Playitas
- Il Museo di storia e tradizioni "Dr. Humberto Barillas".

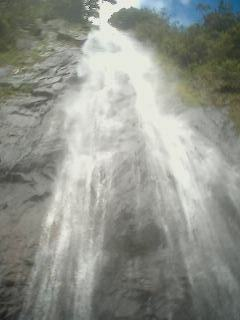
La cascata di Bailadores

L'ampia valle e le montagne offrono panorami turistici, tra cui risaltano: le lagune del villaggio Mariño (Las Palmas e Los Lirios) ubicate sui 3.000 m s.l.m.; la vista panoramica dal Páramo de La Negra e le montagne adiacenti; la Laguna Negra; e la cascada "India Carú", che serve da sfondo a Bailadores (Parque Recreacional Turístico La Cascada).

## Festività
- Festa patronale: Nostra Signora della Candelaria (2 febbraio)
- Festa di San Isidoro, patrono degli agricoltori (15 maggio)
- Día de los Reyes (Re Magi) (6 gennaio)
- Semana Mayor (domenica delle Palme, giovedì e venerdì Santo)
- Corpus Domini (giugno)
- Fiestas Navideñas (25 e 31 dicembre)

Altre festività:
- Giorno del maestro (15 gennaio)
- Giornata della gioventù (12 febbraio)
- Carnevale
- Festa dei lavoratori (1º maggio)
- Commemorazione del primo passaggio di Bolívar a Bailadores (19 maggio)
- Fiere agricole e artigianali (agosto)
- Celebrazione della fondazione di Bailadores (14 settembre)

## Media
- TV Bailadores o Televisora Comunitaria de Bailadores (TVCB) Canal 3 via cavo e canal 64UHF segnale libero
- Carú Stereo 95.7FM
- Contacto Stereo 88.3FM